# Esenyurt Necmi Kadıoğlu Stadium
Esenyurt Necmi Kadıoğlu Stadium est un stade de football dans le district de Esenyurt à Istanbul, en Turquie. Il porte le nom de Necmi Kadıoğlu, qui a été maire du district d'Esenyurt de 2004 à 2017,.
Situé à Yunus Emre Mah., OkurlarCad. 270. Soc. dans le district Esenyurt à Istanbul. Le lieu est desservi par la (bus urbain (İETT)) ligne 142K (Esenyurt-Kiptaş-4. Etap-Avcılar-Metrobüs).
Il a été ouvert en tant que deuxième stade de football à Esenyurt le 23 avril 2012. Il a une capacité de 4 488 places assises. Le terrain en herbe mesure 68 × 105 mètres et est éclairé. Il abrite İstanbulspor à partir de 2018. Fatih Karagümrük S.K., qui a été promu en Süper Lig, joue certains de ses matchs à domicile dans ce lieu.
Le site a accueilli le match des Éliminatoires de la Coupe du monde féminine de football 2023 de la Turquie contre la Bulgarie le 21 octobre 2021.